# بازگشت گودزیلا
بازگشت گودزیلا (انگلیسی: The Return of Godzilla) یک فیلم کایجوی ژاپنی محصول ۱۹۸۴ به کارگردانی کوجی هاشیموتو با جلوه‌های ویژه ترویوشی ناکانو است.